# Bluetooth-Marketing
Bluetooth-Marketing, international auch Proximity-Marketing und von Kritikern Bluespamming genannt, ist die Bereitstellung von Informationen für Handys, handyangepassten Inhalten (Mobile-Content) oder Werbung (Mobile-Advertising) an besonders gekennzeichneten Stellen an meist öffentlichen Plätzen via Bluetooth.
So können zum Beispiel in Postervitrinen an Bushaltestellen, in Einkaufszentren oder in Kinos Bluetooth-Sender (Hotspots) eingebaut sein, die in kurzer Entfernung nach Geräten suchen, die über eine an- und sichtbar geschaltete Bluetooth-Schnittstelle verfügen. Diesen bieten die Sender automatisch die Inhalte an; der Passant muss vor dem Herunterladen allerdings immer den Empfang bestätigen.
Es können nur mobile Endgeräte (Handys, PDAs, Laptops etc.) Inhalte per Bluetooth empfangen, die über das Bluetooth Object Push Profile (OPP bzw. OBEX) verfügen.
Um die Passanten zum An- und Sichtbarschalten ihrer Bluetooth-Schnittstelle zu bewegen, sind auffällige Werbeträger oder Promotoren sowie eine auf wenige Meter beschränkte Sendereichweite notwendig. Denn die potentiellen Empfänger sollen nicht zufällig oder ohne ihre Zustimmung die Inhalte angeboten bekommen, weil dies als Spam empfunden werden könnte.
Federführend bei der Umsetzung von Richtlinien für die angemessene Durchführung von Bluetooth-Marketing-Kampagnen ist die internationale Mobile Marketing Association (MMA).
In Deutschland gibt es nur wenige Firmen, die auf Bluetooth-Marketing spezialisiert sind.